# Tito Gobbi
Pour les articles homonymes, voir Gobbi.
Tito Gobbi (né le 24 octobre 1913 à Bassano del Grappa, dans la province de Vicence en Vénétie - mort le 5 mars 1984 à Rome) est un baryton, acteur, metteur en scène et dessinateur de costumes italien.

## Biographie
Après avoir fait des études à l'Université de Padoue, il apprend le chant à Rome avec Giulio Crimi. Il épouse Tilde de Rensis et son beau-père Raffaello de Rensis est l'un des musicologues  les plus respectés d'Italie.
En 1935, il débute à Gubbio (Ombrie) dans le rôle de Rodolfo de La sonnambula de Bellini. En 1936, il remporte le premier prix au concours international de Vienne et en 1937, il est le lauréat du concours de l'école de la Scala de Milan. La même année, il débute dans le rôle de Germont de la Traviata de Verdi au Théâtre Adriano et en 1939 à l'Opéra.
Il aborde Richard Wagner et Richard Strauss (Salomé) mais s'en éloigne. Pendant la guerre, il chante Ford (Falstaff) en tournée de l'Opéra de Rome et raconte dans ses mémoires qu'il rencontre Joseph Goebbels qui lui remet un portrait dédicacé et encadré.
En 1941, sa carrière décolle après une Adriana Lecouvreur (Michonnet) et trois grands rôles verdiens (Posa dans Don Carlos (opéra), Renato dans Un ballo in maschera et Simon Boccanegra) à l'opéra de Rome. En 1942, il enregistre son premier disque (en 78 tours) avec des extraits de Don Giovanni, Don Carlo, Zaza et L'Arlésienne. Il chante Wozzeck d'Alban Berg pour la première fois à l'Opéra de Rome (première italienne de l’œuvre) et débute à la Scala de Milan dans l’Élixir d'Amour de Gaetano Donizetti. En 1946, il chante son premier Iago (ou Jago, dans Otello) au San Carlo. Il tourne dans les premiers films d'opéra, dont Il Barbiere di Siviglia, en 1945, avec Italo Tajo et Ferrucio Tagliavini. Il tourne également dans Davanti a lui tremava tutta Roma, un film adapté de Tosca  de Puccini, mais encore dans des versions cinéma de Rigoletto, L'elisir d'amore et I Pagliacci avec Gina Lollobrigida. Au total Gobbi tourne 26 films pour le cinéma, dont The glass mountain de Henry Cass (1949).
À partir de 1948, il chante à San Francisco dans Figaro du Barbier de Séville de Rossini.
En 1950, il débute à Salzbourg dans Don Giovanni de Mozart ; en 1951, alors que l'année a commencé par une sévère accident sur le plateau en Calabre pendant un Bal masqué, il débute ensuite dans le rôle titre de Gianni Schicchi à Rome puis à Covent Garden où il sera un mémorable Rodrigo, marquis de Posa dans le Don Carlos de Verdi, avec la mise en scène de Lucchino Visconti en 1958. A ce moment là, il entame une coopération avec Sander Gorlinsky, qui devient son agent.
En 1952, il ouvre la saison de la Scala de Milan dans Ford (Falstaff de Verdi). Entre 1954 et 1973, il chante régulièrement au Lyric Opéra de Chicago et est invité à l'Opéra de Paris, Munich, Hambourg, Stuttgart... Il s'affirme dans Scarpia de la Tosca de Puccini, l'un des principaux rôles avec lequel il débute au Met de New York en 1956 et devient l'un des plus grands Scarpia avec comme partenaire Maria Callas (Opéra de Paris, 1958 (acte II), 1964 et 1965). Il est aussi un impressionnant Iago dans Otello de Verdi enregistré avec Jon Vickers.
En 1957, il incarne Falstaff de Verdi à Salzbourg sous la direction d'Herbert von Karajan. En 1964, il fait ses débuts de metteur en scène à Chicago dans Simon Boccanegra, suivi d'autres productions sur la même scène comme Otello en 1966.
S'il interprète Germont, Amonasro, Nabucco, il se sent à l'aise aussi du côté de la violence puccinienne (Il Tabarro) et du côté de Rossini. Simon Boccanegra de Verdi est son rôle favori.
Figure marquante du chant italien, l'un des plus célèbres barytons de sa génération, il interprète plus d'une centaine de personnages différents pour lesquels il dessine généralement les costumes. Il tourne 26 films et réalise plusieurs mises en scène, notamment, Don Giovanni, Le Barbier de Séville et Falstaff (à partir de 1965 à Covent Garden et au Met de New York).
Sa carrière ralentit au cours des années 1970 pendant lesquelles il se consacre à l'enseignement du chant dans des masterclasses, proposées chaque été dans la villa Médicis de Schifanoia, près de Florence.
Il met un terme à sa carrière en 1979.

## Sources
1. ↑  Richard Martet, Les grands chanteurs du XXe siècle, Paris, Buchet-Chastel, octobre 2012, 379 p. (ISBN 978-2-283-02539-0), p. 249

- Dictionnaire des interprètes, Robert Laffont  (ISBN 2-221-08064-5)